# Montreat
Montreat è una città degli Stati Uniti d'America situata nella Carolina del Nord, nella Contea di Buncombe.